# Ambrosio Figueroa Mata
General Ambrosio Figueroa Mata fue un militar y político mexicano que participó en la Revolución mexicana. Nació en Quetzalapa en el municipio de Huitzuco, Guerrero, en 1869. Se dedicó a la agricultura y se inscribió en la Segunda Reserva Militar creada por el general Bernardo Reyes en los albores del siglo. En 1910 se afilió al antirreeleccionismo y se lanzó a la lucha armada. Fue gobernador de Morelos, del 4 de octubre de 1911 al 22 de julio de 1912; combatió duramente a los zapatistas. Fue fusilado en Iguala, Guerrero, por participar en la Rebelión contra Victoriano Huerta, en compañía de varios de sus hermanos, el 23 de junio de 1913.